# 小倉実教
小倉 実教（おぐら さねのり）は、鎌倉時代中期から南北朝時代にかけての公卿。富小路と号す。権中納言・小倉公雄の長男。官位は正二位・権大納言、民部卿、兵部卿。

## 経歴
以下、『公卿補任』、『尊卑分脈』の内容に従って記述する。
- 文永3年（1266年）1月5日、叙爵[1]。
- 文永6年（1269年）6月5日、従五位上に昇叙[2]。
- 文永8年（1271年）1月7日、正五位下に昇叙。同年10月13日、侍従に任ぜられる。
- 文永11年（1274年）11月17日、近江権介を兼ね18日には従四位下に昇叙。同月20日、侍従は元の如し。
- 建治4年（1278年）2月8日、讃岐権介を兼ねる。
- 弘安3年（1280年）1月5日、従四位上に昇叙。
- 弘安6年（1283年）4月5日、正四位下に昇叙。
- 弘安8年（1285年）3月6日、左少将に任ぜられる。
- 弘安10年（1287年）1月13日、遠江権介を兼ねる。同年9月21日、左中将に転任。
- 正応元年（1288年）11月21日、従三位に叙される。
- 正応2年（1289年）1月13日、左中将に任ぜられる。
- 正応3年（1290年）11月22日、正三位に昇叙。
- 正応4年（1291年）3月25日、遠江権守を兼ねる。
- 正応5年（1292年）12月30日、参議に任ぜられる。
- 永仁元年（1293年）2月18日、権中納言に転任。同年11月14日、帯剣を許される。
- 永仁2年（1294年）1月6日、従二位に昇叙。
- 永仁3年（1295年）1月5日、正二位に昇叙。
- 永仁5年（1297年）10月16日、中納言に転正。
- 正安元年（1299年）4月26日、権大納言に転任。同年6月6日、権大納言を辞退。
- 正和2年（1312年）12月8日、本座を許される。
- 元応元年（1319年）3月9日、民部卿に任ぜられる。
- 元応2年（1320年）9月5日、民部卿を辞す。
- 嘉暦元年（1326年）3月8日、兵部卿に任ぜられる[3]。同年11月4日、兵部卿を止められる。
- 貞和4年（1348年）2月23日、出家。法名は空覚。後日、阿覚に改めた。
- 貞和5年（1349年）9月7日、薨去。享年86。

## 系譜
- 父：小倉公雄
- 母：姉小路実世の娘
- 妻：不詳
- 生母不明の子女
  - 男子：季孝
  - 男子：小倉季雄
  - 男子：富小路公脩
  - 男子：公煕
  - 女子：教子 - 従三位
  - 女子：洞院公賢室
  - 女子：園基成室
  - 女子：
  - 女子：忠房親王妃